# Balot (Côte-d’Or)
Balot település Franciaországban, Côte-d’Or megyében. Lakosainak száma 93 fő (2022. január 1.). Balot Poinçon-lès-Larrey, Ampilly-le-Sec, Bissey-la-Pierre, Cérilly, Laignes és Nesle-et-Massoult községekkel határos.

## Népesség
A település népességének változása:
| Lakosok száma | 141  | 96   | 93   | 91   | 74   | 73   | 90   | 99   | 100  | 93   |
|               | 1968 | 1982 | 1990 | 2006 | 2013 | 2015 | 2017 | 2019 | 2020 | 2022 |